# Claude Henry Baxter Grant
Hauptmann Claude Henry Baxter Grant (* 24. Dezember 1878 in London; † 9. Januar 1958 ebenda) war ein britischer Ornithologe.

## Leben und Wirken
Grant wurde als ältester Sohn von Henry Grant und Clare Elizabeth geb. Baxter geboren. Sein Vater vermittelte ihm sein Interesse für Vögel und brachte ihm die ersten Grundkenntnisse bei. Er besuchte die Westbourne Schule, Latymer Schule, Blackers wo er den Naturkundler Theodore Wood (1862–1923) kennenlernte und die Universität London. An der Universität studierte er Feldvermessung, einem Sachgebiet, in dem er unter Edward Ayearst Reeves (1862–1945) bei der Royal Geographical Society arbeitete. Da er immer Natur verbunden war, folgte seine erste Position im öffentlichen Sektor bei der Unterstützung der Anordnung der naturkundlichen Exponate der öffentlichen Bibliothek in der Buckingham Palace Road in Westminster. 1915 heiratete er Lena Harriett geb. Priestley. Mit ihrem Vater Henry Priestley war Grant öfters bei Expeditionen in Tanganjika unterwegs. Lena Harriett überlebte Grant mit den gemeinsamen zwei Töchtern.
Im Jahr 1899 schloss er sich mit Eibert Carl Henry Seimund (1878–1942) den Yeomanry an, um im Zweiten Burenkrieg zu kämpfen. Seimund war wie Grant Taxidermist des Natural History Museums (NHM) in London. Nach Ende der Feindseligkeiten trafen sie sich wieder in Deelfontein und trugen eine beachtliche Sammlung von Vögeln und Säugetieren zusammen. Dabei ließen sie sich auch nicht von den schwierigen Bedingungen abhalten. Es war 1904 Richard Bowdler Sharpe, der die Sammlung wissenschaftlich beschrieb. Ab Januar 1903 konnte er endlich der Arbeit nachgehen, für die er ausgebildet wurde. So sammelte er ab diesem Zeitpunkt bis August 1907 im Auftrag des NHM in verschiedenen Gebieten in Südafrika. Für seine Sammlungen bereiste er von Namaqualand westlich bis Transvaal, Zululand und Portugiesisch-Ostafrika. Die Ergebnisse seiner Tätigkeit publizierte William Lutley Sclater in der Fachzeitschrift The Ibis.
Im September 1908 brach er im Auftrag vom NHM und Ernest Gibson (??–1919), der auf dem Anwesen Los Yngleses in Ajó in der Provinz Buenos Aires lebte, zu einer Sammelreise nach Südamerika auf. Hier blieb er bis im März 1910 im Distrikt Ajó, in Paraguay, Bolivien und in Mato Grosso in Brasilien zu sammeln. Die Ergebnisse dieser Reise publizierte er selbst unter dem Titel List of Birds collected in Argentinia, Paraguay, Bolivia, and South Brazil. Noch in Südamerika erhielt er einen dringenden Anruf, dass er sich nach Neuguinea begeben soll, um dort ein Mitglied der Museumsexpedition zu ersetzen, das verstorben war. Für seinen Einsatz dort wurde er 1912 mit der Silbermedaille der British Ornithologists’ Union (B.O.U.) ausgezeichnet. In den Jahren 1913 und 1914 arbeitete er am Museum an wichtigen Sammlungen aus Ostafrika, die Kapitän Gordon Philip Lewes Cosens (1884–1928) und Willoughby Prescott Lowe getätigt hatten. Hierzu publizierte er 1915 drei Artikel unter dem Titel On a collection of birds from British East Africa and Uganda, presented to the British Museum by Capt. G. S. Cozens.
1914 musste er erneut in den Krieg ziehen. Hier war er Teil der Rifle Brigade und der Ostafrikanischen Expeditionsstreitkraft (East African Expeditionary Force).
Nach dem Krieg wechselte Grant in die Kolonialverwaltung des Mandatsgebiets Tanganjika, in dem er von 1919 bis 1932 diente. Einen Großteil seiner Freizeit widmete er der Vermessung und Kartenerstellung des Gebiets. Seine Fotografien und Messtischblätter aus der Zeit gingen an die Royal Geographical Society. Seine anderen Sammlungen aus allen Teilen der Welt, darunter Vögel, Säugetiere, Insekten, Pflanzen und Mineralien gingen ans NHM. Einige seiner persönlichen Erfahrungen waren legendär. So wurde er von einem verwundeten Elefantenbullen zwischen Stoßzähnen und Rüssel jongliert und dann über die Schulter geworfen, ohne dass er größere Schäden davon trug. Einige Zeit nach seiner Abreise forderte die lokale afrikanische Behörde in Ujiji eine Straße Major Grant Street zu nennen. 1932 kehrte er in seine Heimat zurück und begann mit Cyril Mackworth-Praed ein Standardwerk über die Vögel Afrikas. Die erste Reihe Birds of Eastern and North Eastern Africa erschien aber erst 26 Jahre später, die zweite Reihe Birds of the southern third of AfricaBirds of the southern third of Africa erst postum.
In seiner Zeit im Bird Room des NHMs lernte Grant praktisch alle renommierten Ornithologen kennen, die das Museum besuchten. Außerdem hatte er einen riesigen Freundeskreis in Übersee. Er galt als fröhliches und hilfsbereites Gemüt, der auch dann half wenn er selbst beschäftigt war. Neben seinem praktischen Wissen über die Avifauna Afrikas, kannte er sich noch besser mit ornithologischer Literatur über Afrika aus. In Fragen der Nomenklatur galt er als kompromissloser Purist. Viele seiner Publikationen erschienen in den Fachzeitschriften wie The Ibis, dem Bulletin of the British Ornithologists’ Club, dem The Ostrich der South African Ornithological Society, Tanganyika Notes and Records und anderen.

## Mitgliedschaften
Grant war Mitglied in vielen wissenschaftlichen Gesellschaften und Ehrenmitglied der zoologischen Abteilung des British Museum. Von 1933 bis 1935 war er Mitglied der Komitees der B.O.U. und von 1941 bis 1947 Herausgeber von deren Publikationsorgans The Ibis. Zwischen 1935 und 1940 war er Herausgeber von Bulletin of the British Ornithologists’ Club und diente von 1940 bis 1943 als zweiter Vorsitzender des British Ornithologists’ Club. Von 1935 bis 1952 war er Mitglied des Vogellisten-Komitees und  von 1937 bis 1952 Ehrensekretär der B.O.U.

## Erstbeschreibungen und Synonyme von Grant
Sein Hang zu Fragen der Systematik sieht man an der großen Anzahl seiner für die Wissenschaft neu beschriebenen Arten und Unterarten.

### Arten
Zu den Arten gehören chronologisch u. a.:
- Flechtenfeinsänger (Apalis ruddi Grant, CHB, 1908)
- Transvaalspornlerche ( Heteromirafra ruddi Grant, CHB, 1908)
- Neergaardnektarvogel (Cinnyris neergaardi Grant, CHB, 1908)
- Njomberötel (Sheppardia lowei Grant, CHB & Mackworth-Praed, 1941)
- Bannermannektarvogel (Cyanomitra bannermani Grant, CHB & Mackworth-Praed, 1943)
- Ugandaweber (Ploceus spekeoides Grant, CHB & Mackworth-Praed, 1947)
- Papyrusgirlitz (Crithagra koliensis Grant, CHB & Mackworth-Praed, 1952)

### Unterarten
Zu den Unterarten gehören chronologisch u. a.:
- Grünbindenspecht (Colaptes melanochloros nigroviridis (Grant, CHB, 1911))
- Blaubrustspint (Merops variegatus bangweoloensis (Grant, CHB, 1915))
- Burchellkuckuck (Centropus superciliosus loandae Grant, CHB, 1915)
- Burchellkuckuck (Centropus superciliosus sokotrae Grant, CHB, 1915)
- Guineahoniganzeiger (Indicator willcocksi ansorgei Grant, CHB, 1915)
- Rostlerche (Mirafra rufa lynesi Grant, CHB & Mackworth-Praed, 1933)
- Braunnackenfrankolin (Pternistis castaneicollis kaffanus (Grant, CHB & Mackworth-Praed, 1934))
- Ugallaralle (Sarothrura lugens lynesi Grant, CHB & Mackworth-Praed, 1934)
- Halsband-Feinsänger (Apalis thoracica whitei Grant, CHB & Mackworth-Praed, 1937)
- Olivflankenrötel (Cossypha anomala mbuluensis (Grant, CHB & Mackworth-Praed, 1937))
- Orangedrossel (Geokichla piaggiae rowei Grant, CHB & Mackworth-Praed, 1937)
- Braunflügel-Mausvogel (Colius striatus rhodesiae Grant, CHB & Mackworth-Praed, 1938)
- Weißkopf-Bartvogel (Lybius leucocephalus lynesi Grant, CHB & Mackworth-Praed, 1938)
- Kurzhaubenlerche (Mirafra africana chapini Grant, CHB & Mackworth-Praed, 1939)
- Gelbstreifenbülbül (Phyllastrephus flavostriatus vincenti Grant, CHB & Mackworth-Praed, 1940)
- Graubrust-Paradiesschnäpper (Terpsiphone viridis violacea (Grant, CHB & Mackworth-Praed, 1940))
- Grauwangen-Buschdrossling (Illadopsis rufipennis pugensis Grant, CHB & Mackworth-Praed, 1940)
- Heuglinschnäpper (Batis orientalis lynesi Grant, CHB & Mackworth-Praed, 1940)
- Lopez-Buschsänger (Bradypterus lopezi ufipae (Grant, CHB & Mackworth-Praed, 1941))
- Papyrusbuschsänger (Bradypterus centralis sudanensis Grant, CHB & Mackworth-Praed, 1941)
- Amethystglanzstar (Cinnyricinclus leucogaster arabicus Grant, CHB & Mackworth-Praed, 1942)
- Maidschwalbe (Cecropis abyssinica bannermani (Grant, CHB & Mackworth-Praed, 1942))
- Stahlschwalbe (Hirundo atrocaerulea lynesi Grant, CHB & Mackworth-Praed, 1942)
- Olivnektarvogel (Cyanomitra olivacea vincenti  Grant, CHB & Mackworth-Praed, 1943)
- Kardinalweber (Quelea cardinalis rhodesiae Grant, CHB & Mackworth-Praed, 1944)
- Mosambikgirlitz (Crithagra mozambica gommaensis (Grant, CHB & Mackworth-Praed, 1945))
- Graubrust-Paradiesschnäpper (Terpsiphone viridis ungujaensis (Grant, CHB & Mackworth-Praed, 1947))
- Schwarzkopf-Feinsänger (Apalis melanocephala muhuluensis Grant, CHB & Mackworth-Praed, 1947)
- Waldweber (Ploceus bicolor kigomaensis (Grant, CHB & Mackworth-Praed, 1956))
- Angolagirlitz (Crithagra atrogularis seshekeensis Grant, CHB & Mackworth-Praed, 1958)

### Synonyme
In der Literatur finden sich gelegentlich folgende Synonyme von ihm, die früher als eigenständige Unterarten betrachtet wurden:
- Buschflughuhn (Pterocles quadricinctus (lowei) Grant, CHB, 1914)
- Goldbugpapagei (Poicephalus meyeri matschiei (neavei) Grant, CHB, 1914)
- Palmtaube (Spilopelia senegalensis (sokotrae) Grant, CHB, 1914)
- Barthoniganzeiger (Indicator exilis exilis (leona) Grant, CHB, 1915)
- Gelbstirn-Bartvogel (Pogoniulus chrysoconus extoni (rhodesiae) Grant, CHB, 1915)
- Kardinalspecht (Dendropicos fuscescens lafresnayi (cosensi) Grant, CHB, 1915)
- Kardinalspecht (Dendropicos fuscescens sharpii (loandae) Grant, CHB, 1915)
- Nasenstreif-Honiganzeiger (Indicator minor senegalensis (alexanderi) Grant, CHB, 1915)
- Rotkehl-Wendehals (Jynx ruficollis ruficollis (cosensi) Grant, CHB, 1915)
- Schwarzmilan (Milvus migrans migrans (tenebrosus) Grant, CHB & Mackworth-Praed, 1933)
- Archerfrankolin (Scleroptila gutturalis archeri (friedmanni) Grant, CHB & Mackworth-Praed, 1934)
- Coquifrankolin (Peliperdix coqui maharao (thikae) (Grant, CHB & Mackworth-Praed, 1934))
- Rotkehlfrankolin (Pternistis afer humboldtii (loangwae) Grant, CHB & Mackworth-Praed, 1934)
- Schopffrankolin (Dendroperdix sephaena spilogaster (somaliensis) Grant, CHB & Mackworth-Praed, 1934)
- Halsband-Feinsänger (Apalis thoracica whitei (bensoni) Grant, CHB & Mackworth-Praed, 1937)
- Haubenlerche (Galerida cristata alexanderi (zalingei) Grant, CHB & Mackworth-Praed, 1939)
- Strauß (Struthio camelus camelus (rothschildi) Grant, CHB & Mackworth-Praed, 1951)
- Reichenowspecht (Campethera scriptoricauda (vincenti) Grant, CHB & Mackworth-Praed, 1953)
- Rotkappenlerche (Calandrella cinerea spleniata (ongumaensis) Grant, CHB & Mackworth-Praed, 1955)
- Langschnabelpieper (Anthus similis bannermani (josensis) Grant, CHB & Mackworth-Praed, 1958)

## Dedikationsnamen
Sein Name findet sich in der Halsband-Feinsänger-Unterart (Apalis thoracica claudei Sclater, WL, 1910), der Doppelband-Rennvogel-Unterart (Rhinoptilus africanus granti Sclater, WL, 1921), der Lopesbuschsänger-Unterart (Bradypterus lopezi granti Benson, 1939), der Mosambikgirlitz-Unterart (Crithagra mozambica granti (Clancey, 1957)), der Olivnektarvogel-Unterart (Cyanomitra olivacea granti Vincent, 1934), der Bocagerötel-Unterart (Sheppardia bocagei granti (Serle, 1949)), der Graubrust-Paradiesschnäpper-Unterart (Terpsiphone viridis granti (Roberts, 1948)) und der Rotnasen-Grüntaube-Unterart (Treron calvus granti (van Someren, 1919)).
Auch Turdoides tenebrosus claudei Bannerman, 1919 ein Synonym für den Uferdrosselhäherling (Turdoides tenebrosa Hartlaub, 1883), Malimbus malimbicus granti Bannerman, 1943 ein Synonym für den Haubenweber (Malimbus malimbicus Daudin, 1802), Casuarius claudii Ogilvie-Grant, 1911 ein Synonym für den Bennettkasuar (Casuarius bennetti Gould, 1857, Cicinnurus regius claudii Ogilvie-Grant, 1915) ein Synonym für Königsparadiesvogel-Unterart (Cicinnurus regius rex Scopoli, 1786), Pyrenestes granti Sharpe ein Synonym für die Purpurastrild-Unterart (Pyrenestes ostrinus minor Shelley, 1894) wurden nach ihm benannt.

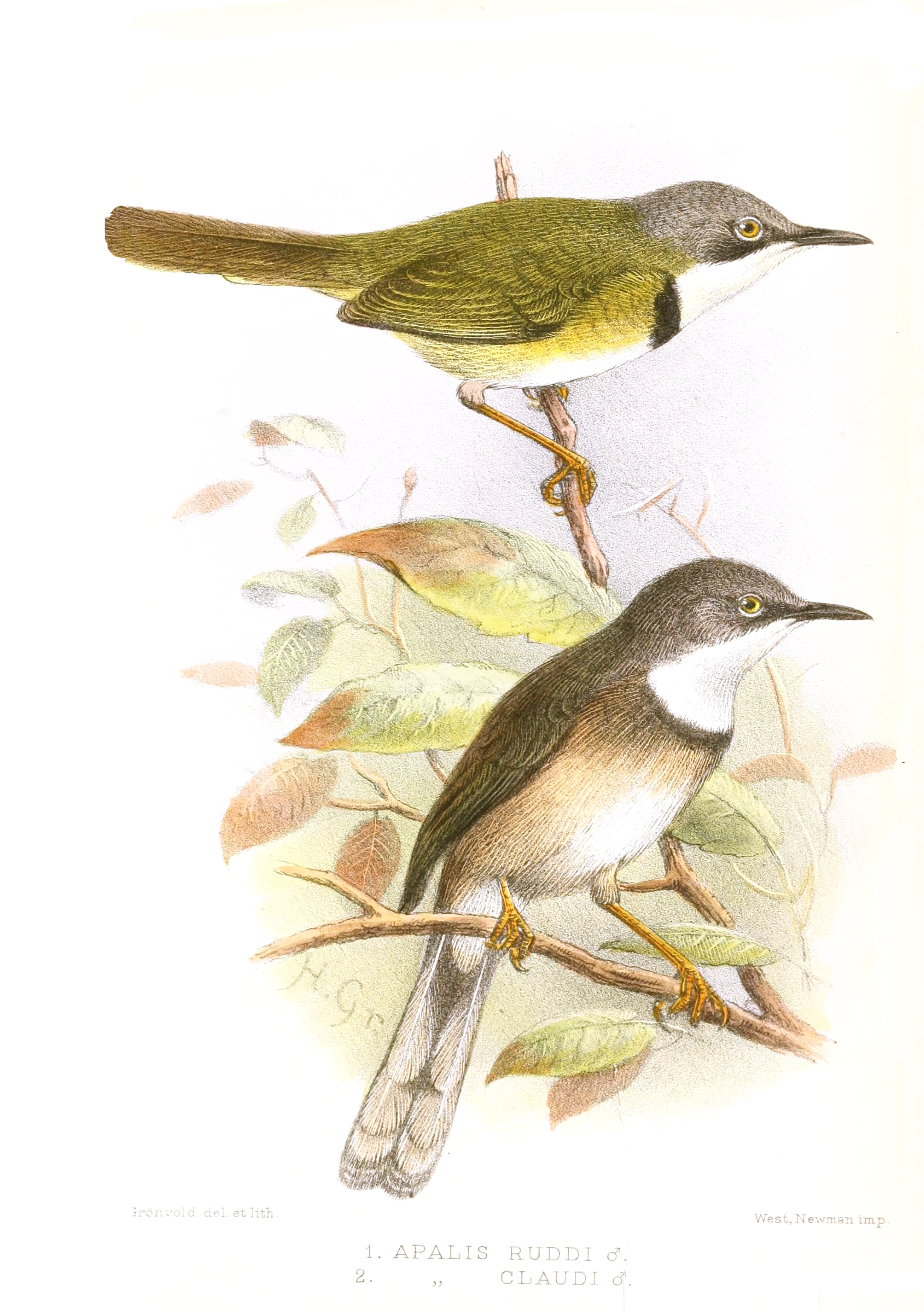
Apalis thoracica claudei  illustriert von Henrik Grönvold

## Publikationen (Auswahl)
- Mr. Claude Grant, who was introduced to the Members of the Club by Dr. Bowdler Sharpe, exhibited and described examples of the following new species of South African birds. In: Bulletin of the British Ornithologists’ Club. Band 21, Nr. 143, 1908, S. 92–93 (biodiversitylibrary.org).
- Mr. Claude Grant also exhibited examples of the following species of birds new to the fauna of South Africa. In: Bulletin of the British Ornithologists’ Club. Band 21, Nr. 143, 1908, S. 93 (biodiversitylibrary.org).
- Dr. Sharpe introduced Mr. Claude Grant, who exhibited a skin of an apparently new form of Lark from the Transvaal, procured during the Rudd Expedition. Mr. Grant described as follows. In: Bulletin of the British Ornithologists’ Club. Band 21, Nr. 144, 1908, S. 111–93 (biodiversitylibrary.org).
- Mr. Claude Grant also exhibited a specimen of the following species, which was new to the avifauna of South Africa. In: Bulletin of the British Ornithologists’ Club. Band 21, Nr. 144, 1908, S. 111–93 (biodiversitylibrary.org).
- List of Birds collected in Argentinia, Paraguay, Bolivia, and South Brazil, with Field notes Part II. In: The Ibis (= 9). Band 5, Nr. 17, 1911, S. 80–137 (biodiversitylibrary.org).
- List of Birds collected in Argentinia, Paraguay, Bolivia, and South Brazil, with Field notes Part II. In: The Ibis (= 9). Band 5, Nr. 18, 1911, S. 317–350 (biodiversitylibrary.org).
- List of Birds collected in Argentinia, Paraguay, Bolivia, and South Brazil, with Field notes Part II. In: The Ibis (= 9). Band 5, Nr. 19, 1911, S. 459–478 (biodiversitylibrary.org).
- Mr. Claude Grant exhibited and described three new subspecies from Africa which he proposed to name. In: Bulletin of the British Ornithologists’ Club. Band 35, Nr. 200, 1914, S. 19–20 (biodiversitylibrary.org).
- Mr. Claude H. B. Grant sent the description of the following new subspecies. In: Bulletin of the British Ornithologists’ Club. Band 35, Nr. 203, 1915, S. 54–55 (biodiversitylibrary.org).
- Mr. Claude H. B. Grant sent the descriptions * of the following nine new subspecies of birds from Africa , which he proposed to name. In: Bulletin of the British Ornithologists’ Club. Band 35, Nr. 205, 1915, S. 99–102 (biodiversitylibrary.org).
- On a collection of birds from British East Africa and Uganda, presented to the British Museum by Capt. G. S. Cozens. – Part I. Struthioniformes-Pelecaniformes with field notes by the collector, Willoughby P. Lowe, M. B.o.U. In: The Ibis (= 10). Band 3, Nr. 1, 1915, S. 1–76 (biodiversitylibrary.org).
- On a collection of birds from British East Africa and Uganda, presented to the British Museum by Capt. G. S. Cozens. – Part II. Accipteriformes-Cypseli with field notes by the collector, Willoughby P. Lowe, M. B.O.U. In: The Ibis (= 10). Band 3, Nr. 2, 1915, S. 235–316 (biodiversitylibrary.org).
- On a collection of birds from British East Africa and Uganda, presented to the British Museum by Capt. G. S. Cozens. – Part III. Colii-Pici with field notes by the collector, Willoughby P. Lowe, M. B.O.U. In: The Ibis (= 10). Band 3, Nr. 3, 1915, S. 400–473 (biodiversitylibrary.org).
- List of Birds collected in Argentina, Paraguay, Bolivia, and Southern Brazil, with Field‐notes. In: The Ibis (= 9. Band 5). Nr. 13, 1911, S. 317–350 (biodiversitylibrary.org).
- mit Cyril Winthrop Mackworth-Praed: Capt. C. H. B. Grant and Mr. C. W. Mackworth-Praed sent the following notes. In: Bulletin of the British Ornithologists’ Club. Band 53, Nr. 370, 1933, S. 242–247 (biodiversitylibrary.org).
- mit Cyril Winthrop Mackworth-Praed: Capt. C. H. B. Grant and Mr. C. W. Mackworth-Praed also sent the following description of a new subspecies of Kite. In: Bulletin of the British Ornithologists' Club. Band 54, Nr. 371, 1934, S. 23 (biodiversitylibrary.org).
- mit Cyril Winthrop Mackworth-Praed: Capt. C. H. B. Grant and Mr. C. W. Mackworth-Praed also sent the following descriptions of two new races of Francolin. In: Bulletin of the British Ornithologists' Club. Band 54, Nr. 379, 1934, S. 173–174 (biodiversitylibrary.org).
- mit Cyril Winthrop Mackworth-Praed: Captain C. H. B. Grant and Mr. C. W. Mackworth-Praed sent descriptions of two new races of Francolin, a new race of Sarothura Rail and a note on the typlocality of the Purple Heron. In: Bulletin of the British Ornithologists' Club. Band 55, Nr. 380, 1934, S. 15–19 (biodiversitylibrary.org).
- mit Cyril Winthrop Mackworth-Praed: Capt C. H. B. Grant and Mr. C. W. Mackworth-Praed sent the following three notes and a description of a new race of White-throated Robin-Chat. In: Bulletin of the British Ornithologists' Club. Band 57, Nr. 400, 1937, S. 74–80 (biodiversitylibrary.org).
- mit Cyril Winthrop Mackworth-Praed: Capt C. H. B. Grant and Mr. C. W. Mackworth-Praed sent the following descriptions of two new races of African birds. In: Bulletin of the British Ornithologists' Club. Band 57, Nr. 402, 1937, S. 101–102 (biodiversitylibrary.org).
- mit Cyril Winthrop Mackworth-Praed: Capt C. H. B. Grant and Mr. C. W. Mackworth-Praed sent the following change of name. In: Bulletin of the British Ornithologists' Club. Band 57, Nr. 403, 1937, S. 114–115 (biodiversitylibrary.org).
- mit Cyril Winthrop Mackworth-Praed: Capt. C. H. B. Grant and Mr. C. W. Mackworth-Praed sent the following descriptions of two new races. In: Bulletin of the British Ornithologists' Club. Band 58, Nr. 410, 1938, S. 65–66 (biodiversitylibrary.org).
- mit Cyril Winthrop Mackworth-Praed: Two new races of Larks from Africa. In: Bulletin of the British Ornithologists’ Club. Band 59, Nr. 424, 1939, S. 140–142 (biodiversitylibrary.org).
- mit Cyril Winthrop Mackworth-Praed: A new Race of Brown Babbler and a new Race of Bulbul from Eastern Africa. In: Bulletin of the British Ornithologists’ Club. Band 60, Nr. 429, 1940, S. 61–63 (biodiversitylibrary.org).
- mit Cyril Winthrop Mackworth-Praed: A new genus of African Swamp Warbler. In: Bulletin of the British Ornithologists’ Club. Band 60, Nr. 433, 1940, S. 91 (biodiversitylibrary.org).
- mit Cyril Winthrop Mackworth-Praed: New Races of Flycatchers from Eastern Africa. In: Bulletin of the British Ornithologists’ Club. Band 60, Nr. 433, 1940, S. 92–93 (biodiversitylibrary.org).
- mit Cyril Winthrop Mackworth-Praed: New Races of Swamp- and Bracken-Wablers from Eastern Africa. In: Bulletin of the British Ornithologists' Club. Band 61, Nr. 436, 1941, S. 25–26 (biodiversitylibrary.org).
- mit Cyril Winthrop Mackworth-Praed: Notes on Eastern African Birds. In: Bulletin of the British Ornithologists' Club. Band 61, Nr. 436, 1941, S. 26–30 (biodiversitylibrary.org).
- mit Cyril Winthrop Mackworth-Praed: A new Alethe from Tanganyika Territory, a new Race of Sparrow Lark from Sudan; and a new Race of Yellow-bellied Eremomela from Angola. In: Bulletin of the British Ornithologists’ Club. Band 61, Nr. 438, 1941, S. 61–63 (biodiversitylibrary.org).
- mit Cyril Winthrop Mackworth-Praed: A new Genus of Red-capped Warbler from Tanganyika Territory. In: Bulletin of the British Ornithologists' Club. Band 62, Nr. 440, 1941, S. 30 (biodiversitylibrary.org).
- mit Cyril Winthrop Mackworth-Praed: A new Race of Bracken Warbler from Tanganyika Territory and a new Race of Moustache Warbler from Abyssinia. In: Bulletin of the British Ornithologists' Club. Band 62, Nr. 440, 1941, S. 30–31 (biodiversitylibrary.org).
- mit Cyril Winthrop Mackworth-Praed: Notes on Eastern African Birds. In: Bulletin of the British Ornithologists' Club. Band 62, Nr. 440, 1941, S. 31–35 (biodiversitylibrary.org).
- mit Cyril Winthrop Mackworth-Praed: A new Race of Blue Swallow from Tanganyika Territory. In: Bulletin of the British Ornithologists' Club. Band 62, Nr. 441, 1942, S. 43–45 (biodiversitylibrary.org).
- mit Cyril Winthrop Mackworth-Praed: Notes on Eastern African Birds. In: Bulletin of the British Ornithologists' Club. Band 62, Nr. 441, 1942, S. 46–51 (biodiversitylibrary.org).
- mit Cyril Winthrop Mackworth-Praed: A new race of the Smaller Striped Swallow from the Sudan. In: Bulletin of the British Ornithologists’ Club. Band 62, Nr. 442, 1942, S. 54–55 (biodiversitylibrary.org).
- mit Cyril Winthrop Mackworth-Praed: A new Race of Violet-backed Starling from Arabia. In: Bulletin of the British Ornithologists' Club. Band 63, Nr. 445, 1942, S. 7 (biodiversitylibrary.org).
- mit Cyril Winthrop Mackworth-Praed: A new race of Sunbird from the southern Belgian Congo. In: Bulletin of the British Ornithologists' Club. Band 63, Nr. 447, 1943, S. 63 (biodiversitylibrary.org).
- mit Cyril Winthrop Mackworth-Praed: A new race of Sunbird and a new race of Chestnut crowned Sparrow-Weaver from eastern Africa. In: Bulletin of the British Ornithologists' Club. Band 64, Nr. 450, 1943, S. 18–19 (biodiversitylibrary.org).
- mit Cyril Winthrop Mackworth-Praed: A new race of Thrush from Tanganyika territory. In: Bulletin of the British Ornithologists' Club. Band 64, Nr. 453, 1944, S. 65 (biodiversitylibrary.org).
- mit Cyril Winthrop Mackworth-Praed: A new Race of Yellow-fronted Canary from Abyssinia. In: Bulletin of the British Ornithologists’ Club. Band 66, Nr. 460, 1945, S. 18 (biodiversitylibrary.org).
- William Lutley Sclater. In: The Ibis. Band 87, Nr. 1, 1945, S. 115–121 (Tafel 1) (onlinelibrary.wiley.com).
- mit Cyril Winthrop Mackworth-Praed: New Race of a Paradise Flycatcher, Apalis and Eremomela from East Africa. In: Bulletin of the British Ornithologists’ Club. Band 67, Nr. 470, 1947, S. 42–44 (biodiversitylibrary.org).
- mit Cyril Winthrop Mackworth-Praed: A new Species of Weaver from Uganda. In: Bulletin of the British Ornithologists’ Club. Band 68, Nr. 1, 1947, S. 7–8 (biodiversitylibrary.org).
- mit Cyril Winthrop Mackworth-Praed: A new Race of Apalis from Tanganyika Territory. In: Bulletin of the British Ornithologists’ Club. Band 68, Nr. 1, 1947, S. 8–9 (biodiversitylibrary.org).
- mit Cyril Winthrop Mackworth-Praed: On the Type Locality of Strathio camelus Linnaeus and Description of a New Race. In: Bulletin of the British Ornithologists’ Club. Band 71, Nr. 7, 1951, S. 45–46 (biodiversitylibrary.org).
- mit Cyril Winthrop Mackworth-Praed: A new race of Serin from Eastern Africa. In: Bulletin of the British Ornithologists’ Club. Band 72, Nr. 1, 1952, S. 1–2 (biodiversitylibrary.org).
- mit Cyril Winthrop Mackworth-Praed: A new race of Woodpecker from Portuguese East Africa. In: Bulletin of the British Ornithologists’ Club. Band 73, Nr. 5, 1953, S. 55–56 (biodiversitylibrary.org).
- mit Cyril Winthrop Mackworth-Praed: A new race of lark from South West Africa. In: Bulletin of the British Ornithologists’ Club. Band 75, Nr. 2, 1955, S. 23–24 (biodiversitylibrary.org).
- XLI.—Preliminary descriptions of some new birds. In: Annals and Magazine of Natural History (= 12). Band 9, Nr. 101, 1956, S. 366–368, doi:10.1080/00222935608655825.
- mit Cyril Winthrop Mackworth-Praed: A new race of Dark-backed Weaver from Tanganyika Territory. In: Bulletin of the British Ornithologists’ Club. Band 76, Nr. 2, 1956, S. 33 (biodiversitylibrary.org).
- mit Cyril Winthrop Mackworth-Praed: Birds of Eastern and North Eastern Africa (= African handbook of birds. Serie 1). Band 1. Longmans, London 1957.
- mit Cyril Winthrop Mackworth-Praed: Birds of Eastern and North Eastern Africa (= African handbook of birds. Serie 1). Band 2. Longmans, London 1957.
- mit Cyril Winthrop Mackworth-Praed: Gavia. In: Bulletin of the British Ornithologists’ Club. Band 78, Nr. 1, 1958, S. 14–16 (biodiversitylibrary.org).
- mit Cyril Winthrop Mackworth-Praed: Colymbus. In: Bulletin of the British Ornithologists’ Club. Band 78, Nr. 1, 1958, S. 16–17 (biodiversitylibrary.org).
- mit Cyril Winthrop Mackworth-Praed: A new Race of Serin from Northern Rhodesia. In: Bulletin of the British Ornithologists’ Club. Band 78, Nr. 1, 1958, S. 17 (biodiversitylibrary.org).
- mit Cyril Winthrop Mackworth-Praed: On Ammomanes cinctura pallens Le Roi, Orn. Mon. p. 6 1912: Birsani, Bajuda Steppe, Dongola Province, Sudan. In: Bulletin of the British Ornithologists’ Club. Band 78, Nr. 1, 1958, S. 18 (biodiversitylibrary.org).
- mit Cyril Winthrop Mackworth-Praed: A new Race of Long-Billed Pipit from Nigeria. In: Bulletin of the British Ornithologists’ Club. Band 78, Nr. 1, 1958, S. 18 (biodiversitylibrary.org).
- mit Cyril Winthrop Mackworth-Praed: On Malaconotus blanchoti Stephens, Gen. Zool. 7, p. 161, 1826. In: Bulletin of the British Ornithologists’ Club. Band 78, Nr. 1, 1958, S. 19 (biodiversitylibrary.org).
- mit Cyril Winthrop Mackworth-Praed: Birds of the southern third of Africa (= African handbook of birds. Serie 2). Band 1. Longmans, London 1963 (1962-63).
- mit Cyril Winthrop Mackworth-Praed: Birds of the southern third of Africa (= African handbook of birds. Serie 2). Band 2. Longmans, London 1963 (1962-63).